# Aqualung (píseň)
Aqualung je píseň anglické progressive rockové skupiny Jethro Tull, uvedená jako první stopa na jejich stejnojmenném albu z roku 1971 Aqualung a kterou napsal frontman skupiny Ian Anderson se svou tehdejší manželkou Jennie Franks.

 Původní nahrávka měla délku 6 minut a 32 sekund. Stejně jako mnoho dalších písní skupiny Jethro Tull, „Aqualung“ vypráví nějaký příběh, v tomto případě příběh bezdomovce. Úvodní verše zní:Sedí na lavičce v parku / se zlým úmyslem pozoruje holčičky.
Píseň je titulní skladbou prvního alba Jethro Tull, která se dostala do hitparády Top 10 v USA a dosáhla pozice #7 v červnu 1971.
V interview pro časopis Guitar World v září 1999 Ian Anderson řekl:
Aqualung nebylo koncepční album, ačkoliv si to mnozí lidé mysleli. Myšlenka vznikla na základě fotografie tuláka, kterou pořídila moje žena v Londýně. Ten bezdomovec ve mě vyvolával pocit viny, stejně tak jako strach a nejistotu, kterou vyvolávají lidé vyhlížející tak děsivě. To vše bylo kombinováno s mírně romantizujícím obrazem osoby, která je bez domova, ale nevázaná a která nemůže, nebo se nechce zapojit do předepsaných schémat společnosti.

Podle té fotografie a dojmu z ní, jsem začal psát první slova k 'Aqualungovi.' Vzpomínám si, že jsem seděl v hotelovém pokoji v L.A. a vymýšlel akordy pro různé verze. Je to docela trýznivý spletenec akordů, ale záměrem bylo vtáhnout posluchače do překotného děje a pak jej dostat do pomalejší akustické sekce písničky.
Ian Anderson, Guitar World

## Zastoupení na albech J.T.
- Aqualung (1971)
- Bursting Out (1978)
- Slipstream (1981)
- A Classic Case (1985)
- Original Masters (1985)
- 20 Years of Jethro Tull (1988)
- 20 Years of Jethro Tull: Highlights (1988)
- The Very Best of Jethro Tull (2001)
- Living with the Past (2002)
- A New Day Yesterday (2003)
- Ian Anderson Plays The Orchestral Jethro Tull (2005)
- Aqualung Live (2005)